# Anthony da Silva
Anthony da Silva cunoscut ca Tony (n. 20 decembrie 1980, Le Creusot, Bourgogne, Franța) este un fotbalist francez și portughez retras din activitate, care a jucat pe post de fundaș lateral la echipe ca GD Chaves, CFR Cluj și Ferreira. După încheierea carierei, a devenit antrenor, și a antrenat, printre altele, GD Bragança⁠(d), Vilar Perdizes⁠(d) și C.D.C. Montalegre⁠(d).

## Carieră
A debutat pentru CFR Cluj în Liga I pe 24 februarie 2007 într-un meci terminat la egalitate împotriva echipei Ceahlăul Piatra Neamț.

## Performanțe internaționale
A jucat pentru CFR Cluj în grupele UEFA Champions League 2008-09, contabilizând 4 meciuri în această competiție.

## Titluri
| Sezon   | Club          | Titlu              |
| ------- | ------------- | ------------------ |
| 2007-08 | CFR 1907 Cluj | Liga I             |
| 2009-10 | CFR 1907 Cluj | Liga I             |
| 2007-08 | CFR 1907 Cluj | Cupa României      |
| 2008-09 | CFR 1907 Cluj | Cupa României      |
| 2009    | CFR 1907 Cluj | Supercupa României |